# Наиб Букеле
Наѝб Арма̀ндо Букѐле Ортѐс (на испански: Nayib Armando Bukele Ortez, [naˈʝiβ aɾˈmãn̪.d̪o buˈkele oɾtˈes]) е салвадорски политик от партията „Нови идеи“ (до 2017 година – Фронт за национално освобождение „Фарабундо Марти“).
Роден е на 24 юли 1981 година в Сан Салвадор в семейството на бизнесмен от палестински произход. Започва да следва право в Централноамериканския университет, но се отказва и започва да се занимава с търговия. През 2012 година е избран за кмет на столичното предградие Нуево Кускатлан, а през 2015 година – на Сан Салвадор. През 2019 година е избран за президент на Салвадор. Става известен с мащабната си кампания срещу организираната престъпност – през пролетта на 2022 година за няколко седмици са арестувани над 70 хиляди души, като опитите му да постави под контрол съдебната система стават причина да бъде обвиняван в авторитаризъм. В резултат за няколко години страната става от страните с най-висока престъпност в света в най-безопасната в Латинска Америка, имайки по-ниска престъпност от някои eвропейски страни, нелегалната емиграция към САЩ спада с 44%, а Букеле е преизбран през 2024 г. с почти 90%.